# Ichneumon melanarcticus
Ichneumon melanarcticus là một loài tò vò trong họ Ichneumonidae.